# Agnes Claypole Moody
Agnes Mary Claypole Moody (1er janvier 1870 - 29 août 1954) est une zoologiste américaine et professeur de sciences naturelles.

## Jeunesse et éducation
Agnes Mary Claypole Moody est née à Bristol, en Angleterre, de Jane (Trotter) et Edward Waller Claypole. Elle a une sœur jumelle, Edith Claypole (1870-1915), qui est également biologiste. Elle fréquente le Buchtel College et, en 1894, elle fréquente l'Université Cornell pour sa maîtrise. Elle termine ses travaux de doctorat à l'Université de Chicago en 1896.
Pour sa thèse de maîtrise en sciences, Moody étudie le tube digestif des anguilles. Sa thèse de doctorat de 1896 à l'Université de Chicago s'intitule "L'embryologie et l'oogenèse d' Anurida maritima ". Après l'obtention de son doctorat, Moody est assistante à l'Université Cornell malgré son doctorat, car les femmes étaient reléguées aux rangs les plus bas du corps professoral à l'époque.

## Carrière
Moody est la première femme nommée à un poste d'enseignante au département de médecine de l'Université Cornell.
Elle occupe divers postes au Throop College, (maintenant California Institute of Technology), notamment en tant qu'instructeur en zoologie et en tant que professeur de sciences naturelles et conservateur (1903-4). Moody est membre du conseil municipal de Berkeley, en Californie, de 1923 à 1932. Elle est également élue au conseil scolaire de Berkeley est présidente du Berkeley Girl Scout Council et membre de la Ligue des électrices de Berkeley. Elle sert un mandat en tant que présidente de la Berkeley Civic League et est nommée à la Berkeley Charities Commission. De son travail communautaire, un historien local en 1928 commente que « Aucune femme du comté d'Alameda n'a fait une impression plus profonde sur la vie éducative et civile de la communauté que Mme. Agnès Claypole Moody" .
Un camp de scouts près de Berkeley nommé Camp Agnes Moody, du nom du Dr Moody, existe dans les années 1930.

## Vie privée
Agnes Mary Claypole épouse Robert Orton Moody (un professeur d'anatomie qui est le fils de Mary Blair Moody ) en 1903 à Pasadena. Agnes Claypole Moody est décédée le 29 août 1954.